# Anni 1720
Gli anni 1720 sono il decennio che comprende gli anni dal 1720 al 1729 inclusi.

## Eventi, invenzioni e scoperte
- Fallimento del Sistema di Law in Francia.

## Personaggi
- John Law